# Antonio Pinilla Barceló
Antonio Pinilla Barceló (Valencia, 1876-Gijón, 1936) fue un militar español, conocido por su papel en la Guerra civil.

## Biografía
Era militar profesional. En julio de 1936 era coronel y mandaba el Regimiento de Infantería de Montaña «Simancas» n.º 40, acantonado en Gijón.
Implicado en la conspiración militar contra el gobierno de la República, mantuvo encuentros con el coronel Antonio Aranda —jefe de la sublevación en Oviedo—. Cuando el 19 de julio el coronel Pinilla intentó sublevarse, se encontró con la oposición de algunos oficiales de la guarnición; en consecuencia, decidió retrasar la sublevación durante 24 horas, lo que permitió que las fuerzas gubernamentales se organizaran. Al día siguiente, al proclamar el estado de guerra, los sublevados encontraron una fuerte resistencia popular. Así, se vieron cercados en los cuarteles de Simancas y El Coto, dando comienzo a un largo sitio por parte de las milicias y fuerzas de Orden público. A pesar de disponer de importantes reservas de armas, apenas si tenían víveres y sus fuerzas eran muy pequeñas —en el cuartel de Simancas sólo había 350 hombres—. La resistencia continuó durante varias semanas. Pinilla falleció el 21 de agosto de 1936, durante el asalto final de los sitiadores, en el cual, pidió al buque Almirante Cervera que disparara sobre ellos, con la frase: "El enemigo está dentro, disparad sobre nosotros".
El Régimen de Franco le condecoró póstumamente con la Cruz Laureada de San Fernando.
Su hijo, Luis Pinilla Soliveres alcanzó el empleo de General de División y fue director de la Academia General Militar de Zaragoza.